# 解維哲
解維哲（1898年—1951年3月16日），又名明宣。四川省宜賓縣五桂鄉池子口人，曾任立法院立法委員。

## 生平[3]
- 祖輩以務農為生。其父解光應（號雲齋）開雜貨鋪，積有些家財，有個姑爺在外做生意見了些世面，見解維哲最聰明，就對解父建議讓其去讀書。於是，解維哲去本鄉岩峰寺小學念私塾，再去縣城讀中學，再而去省城讀大學。
- 畢業於四川公立外國語專門學校，畢業後去成都某報當主筆。
- 民國十四年（1925年）11月6日，中國國民黨四川省宜賓縣黨部成立，選為執行委員，[4]，負責婦女部、青年部工作，次年10月，改任秘書處常務主席。[5]
- 宜賓川南中山學校教務主任[6]
- 民國十五年（1926年）11月25日，出席在重慶中山學校召開的中國國民黨四川省第一次代表大會[7]，并任大會秘書處庶務股干事[8]
- 民國十六年（1927年）1月，中國國民黨四川省宜賓縣第一次代表大會主席團成員[9]
- 民國廿一年（1932年），敘州聯合中學任訓導主任兼英文教師。
- 民國廿七年（1938年），宜賓縣立中學校長。[2]
- 宜賓縣教育局督察
- 民國三十年（1941年）1月至9月，宜賓縣財政委員會主任委員。[10]
- 民國卅一年（1942年）7月13日，四川省政府電告選定解維哲為宜賓縣臨時參議會副議長。[11]
- 中國國民黨四川省黨部候補監察委員[12]
- 哥老會敘榮樂理事[12]
- 民國卅二年（1943年），宜賓縣私立石城初級中學名譽董事長。[13]
- 民國卅五年（1946年）4月18日，在宜賓縣祟報寺臨時參議會會場召開宜賓縣參議會成立大會。會議選舉解維哲（110票）為副議長。[14]。同年，任三青團幹事長。[15]
- 民國卅七年（1948年），得票263，707票當選四川省第四選區立法委員。競選標語書寫：“尊重縣格，立委請圈解維哲！”。[16]，曾出席第一屆立法院第一會期內政及地方自治委員會、教育文化委員會、交通委員會。
- 中華人民共和國成立後，解維哲與妾龔氏母女寓居成都。
- 1950年鎮壓反革命，宜賓派人去成都將解維哲抓捕回宜賓。
- 1951年3月16日，解維哲等24人被押赴宜賓北操場槍決，維哲喜穿長衫，戴博士帽，行刑時，亦著長衫走在最前面。曾受恩於解維哲的茶坊傭人胡有餘與其侄胡老四收其屍掩埋，後被鐵道所占。